# Centre suisse de recherche scientifique en Côte d'Ivoire
 (octobre 2024).
La mise en forme du texte ne suit pas les recommandations de Wikipédia : il faut le « wikifier ».
Les points d'amélioration suivants sont les cas les plus fréquents. Le détail des points à revoir est peut-être précisé sur la page de discussion.
- Les titres sont pré-formatés par le logiciel. Ils ne sont ni en capitales, ni en gras.
- Le texte ne doit pas être écrit en capitales (les noms de famille non plus), ni en gras, ni en italique, ni en « petit »…
- Le gras n'est utilisé que pour surligner le titre de l'article dans l'introduction, une seule fois.
- L'italique est rarement utilisé : mots en langue étrangère, titres d'œuvres, noms de bateaux, etc.
- Les citations ne sont pas en italique mais en corps de texte normal. Elles sont entourées par des guillemets français : « et ».
- Les listes à puces sont à éviter, des paragraphes rédigés étant largement préférés. Les tableaux sont à réserver à la présentation de données structurées (résultats, etc.).
- Les appels de note de bas de page (petits chiffres en exposant, introduits par l'outil «  Source ») sont à placer entre la fin de phrase et le point final[comme ça].
- Les liens internes (vers d'autres articles de Wikipédia) sont à choisir avec parcimonie. Créez des liens vers des articles approfondissant le sujet. Les termes génériques sans rapport avec le sujet sont à éviter, ainsi que les répétitions de liens vers un même terme.
- Les liens externes sont à placer uniquement dans une section « Liens externes », à la fin de l'article. Ces liens sont à choisir avec parcimonie suivant les règles définies. Si un lien sert de source à l'article, son insertion dans le texte est à faire par les notes de bas de page.
- La présentation des références doit suivre les conventions bibliographiques. Il est recommandé d'utiliser les modèles {{Ouvrage}}, {{Chapitre}}, {{Article}}, {{Lien web}} et/ou {{Bibliographie}}. Le mode d'édition visuel peut mettre en forme automatiquement les références.
- Insérer une infobox (cadre d'informations à droite) n'est pas obligatoire pour parachever la mise en page.

Pour une aide détaillée, merci de consulter Aide:Wikification.
Si vous pensez que ces points ont été résolus, vous pouvez retirer ce bandeau et améliorer la mise en forme d'un autre article.
Le Centre suisse de recherche scientifique en Côte d'Ivoire (CSRS) a été fondé en 1951 par l'Académie suisse des sciences naturelles (ASSN). La mission première du CSRS est de promouvoir et de soutenir les partenariats de recherches Nord-Sud, en Côte d'Ivoire ainsi que dans les pays de la région ouest-africaine. Inza Koné assure la direction générale du CSRS depuis le 1er juillet 2018. Le CSRS est situé à Adiopodoumé, kilomètre 17 de la route Dabou,.

## Historique
Depuis sa création en 1951, le CSRS a traversé trois grandes phases dans son évolution jusqu'à ce jour,[source insuffisante].   

### Entre 1951 et 2001
Le CSRS a fonctionné avec l'Académie Suisse des Sciences Naturelles (ASSN) comme un organe de tutelle, une administration assurée par la commission du CSRS au sein de ASSN, et une direction sur place assurée par un directeur assumant les fonctions de gestionnaire administratif et scientifique. 

### Entre 2001 et 2007
Période durant laquelle un accord de siège a été obtenu auprès du Ministère des Affaires Etrangères (Mai 2001) et le jubilé des 50 ans du centre (août 2001). Durant cette période de 2001 - 2007, un chercheur africain a été nommé comme directeur du CSRS, le 20ème directeur de la série des directeurs depuis 1951 (tous suisses auparavant), à partir Juillet 2004. Cette africanisation du poste de directeur répondait à une volonté de la commission du CSRS de tenir compte de l'évolution de l'environnement académique et scientifique du continent africain. Malgré la survenue de la crise en Septembre 2002 en Côte d'Ivoire,  la commission a poursuivi la politique d'évolution institutionnelle dans cette direction[source insuffisante].

### À partir de 2007
La signature le 15 juin 2007 d'un nouveau règlement d'organisation, la double tutelle par le Gouvernement Suisse (à travers le Leading House, l’Institut Tropical Suisse) et le Gouvernement Ivoirien (à travers la Direction Générale de la Recherche) a été formellement inscrite dans les documents organiques. Ces nouveaux textes créaient un organe d'orientation appelé Conseil des Fondateurs, et un Conseil d'Administration composé de représentants de la Suisse, de la Côte d'Ivoire et de la région Ouest Africaine. Le nouveau règlement d'organisation confirmait l'existence du Conseil Scientifique, et instaurait une Direction Générale et un Comité de Direction. Un nouvel organigramme a été élaborée selon les dispositions et les postes ont été pourvus en janvier 2008[source insuffisante].